# Левенте (организация)

Вымпел штаб-квартиры Ассоциации Левенте в Миклошоарском районе (комитат Харомсек, Королевство Венгрия) с 1940 до 1944

Организация Левенте (венг. Leventeintézmény) или просто «левенте» — военизированная юношеская организация в Королевстве Венгрия, существовавшая в периоде между двумя мировыми войнами и во время второй из них.

## История и описание
Левенте была основана в 1921 году, декларируя своей целью физическое развитие и здоровье. С середины 1930-х движение de facto стало попыткой обойти запрет воинского призыва, наложенный Трианонским договором, и всё больше становилось военизированной организацией под управлением ветеранов В 1939, принятие Закона о Защите сделало членство в организации обязательным для всех мужчин в возрасте от 12 до 21 года.
Левенте часто сравнивают с Гитлерюгендом нацистской Германии и Балиллой в фашистской Италии. Хотя Левенте имела общие черты с этими двумя организациями в военной направленности юношеской подготовки и воспитания, однако она никогда открыто не декларировала фашистские или нацистские взгляды, а также не была явно и официально политизирована. Хотя, естественно, нельзя и сказать, что на неё не имели влияния политические процессы, характерные для тех лет.
В Левенте имелось и небольшое женское организационное крыло. Оно образовалось как добровольческая организация в июне 1942. Во время правления марионеточного режима Ференца Салаши, установленного немецкими нацистами в Венгрии в октябре 1944, всем девушкам с 12 до 19 лет было вменено в обязанность членство в Левенте. Этому решению сильно противилась Католическая церковь. Решение так и не вступило в силу в связи с наступлением Красной армии.
По окончании Второй мировой члены движения служили во вспомогательных войсках (то есть не входили в состав регулярной армии).
После того, как Венгрию оккупировал Советский Союз, множество членов Левенте было осуждено трибуналами, признано виновными в антисоветской деятельности и отправлено на территорию СССР в концлагеря на принудительные работы.

## Галерея

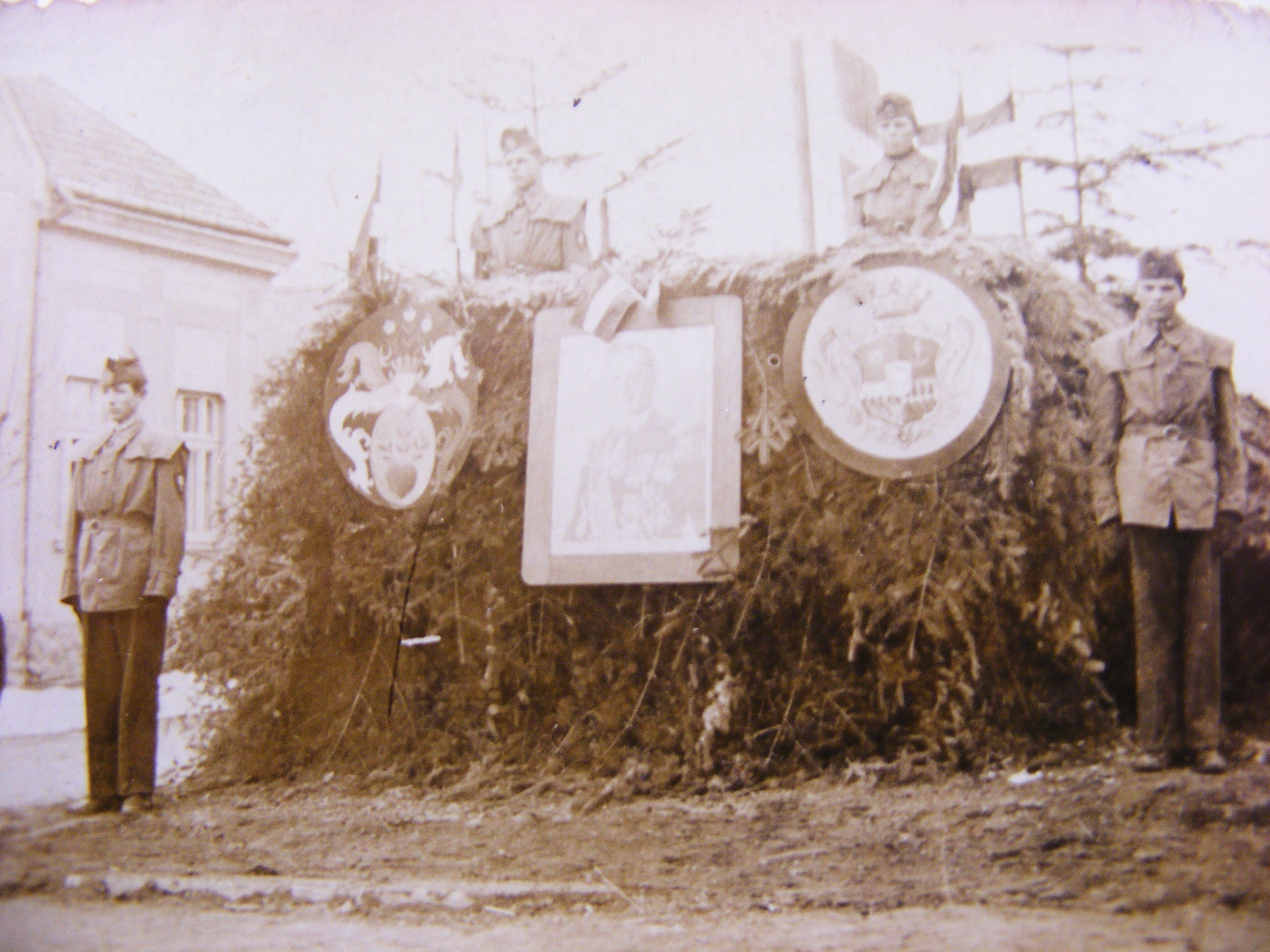
Члены организации Левенте в селе Уйтушнад, Северная Трансильвания после Второго Венского арбитража
Левенте участвуют в Первом Национальном Спортивном Фестивале Левенте
Левенте из комитата Баранья участвуют в Первом Национальном Спортивном Фестивале Левенте